# Arthur Slade
Arthur Gregory Slade (Nació el 9 de julio de 1967 en Moose Jaw, Saskatchewan, Canadá) es un escritor canadiense. 
Reside en la localidad de Saskatoon, provincia de Saskatchewan, Canadá. Su infancia se desarrolló en un rancho en los alrededores de Cypress Hills, comenzó a escribir en la escuela secundaria. 
Estudió en la universidad de Saskatchewan en Saskatoon, en la que recibió matrícula de honor en inglés en 1989. Su primera historia corta fue publicada en 1989. En esa época simultaneaba su carrera literaria con el trabajo de interventor nocturno en un hotel. Posteriormente se empleó como redactor en una estación de radio en Saskatoon durante varios años. Slade no se dedicó profesionalmente a la escritura hasta que publicó su primera novela, Draugr, a la que siguieron Dust y Tribes. Por Dust recibió el premio general de literatura infantil del gobernador en 2001. 

## Obras publicadas
La lista de obras publicadas es la siguiente:

### Serie The Northern Frights
- Draugr (1997)
- The Haunting of Drang Island (1998)
- The Loki Wolf (2000)

### Serie Canadian Chills
- Return of the Grudstone Ghosts (2002)
- Ghost Hotel (2004)

### Biografías
- John Diefenbaker: an Appointment with Destiny (2000)

### Novelas
- Dust (2001) en Canadá (2003) en EE. UU..
- Tribes (2002)
- Monsterology (2005)
- Megiddo's Shadow (2006)

### Cómics
- Hallowed Knight (1997)